# Xã Day, Michigan
Xã Day (tiếng Anh: Day Township) là một xã thuộc quận Montcalm, tiểu bang Michigan, Hoa Kỳ. Năm 2010, dân số của xã này là 1.172 người.